# Sphaerosporoceros granulatus
Sphaerosporoceros granulatus là một loài rêu trong họ Anthocerotaceae. Loài này được Gottsche Hässel de Menéndez mô tả khoa học đầu tiên năm 1988.